# Excerpta Constantiniana
Las Excerpta Constantiniana, Excerpta Historica o simplemente, Excerpta (en griego:᾽Εκλογαί, Eklogai) son una antología griega de 53 volúmenes de extractos o recopilaciones de al menos 25 historiadores. Fueron encargadas por el emperador bizantino Constantino VII entre 945–959, pero probablemente no se completaron hasta después de su muerte. Hoy solo sobreviven dos volúmenes completos más fragmentos de otros tres. Se conocen los títulos de otros 21 volúmenes. Los volúmenes se conocen por sus títulos en latín. El título del conjunto, Excerptos, también es convencional.

## Características
Es posible que la obra original no fuera realmente una selección de extractos, sino más bien una antología de textos enteros reordenados temáticamente. Según el prefacio, común en cada volumen, el proyecto consistía en tomar las obras de historiadores seleccionados para hacerlos más accesibles y reorganizar sus pasajes por temas, en lugar de por cronología, de modo que "nada de lo contenido en los textos escapara a esta distribución en temas; mediante esta división según el contenido no se omite nada de la narración continua, sino que se conserva íntegra". Sin embargo, hay evidencia de abreviación.
El historiador más antiguo incluido en las Excerpta es Heródoto (siglo V a. C.) y el último Jorge Hamartolos (siglo IX). En las Excerpta conservadas existe material que no se conserva en ningún otro lugar, como selecciones de Polibio, Nicolás de Damasco, Dexipo, Eunapio, Prisco, Pedro el Patricio, Menandro el Protector y Juan de Antioquía. Otros historiadores incluidos fueron Tucídides, Jenofonte, Diodoro de Sicilia, Dionisio de Halicarnaso, Josefo, Arriano de Nicomedia, Jámblico, Apiano de Alejandría, Casio Dion, Sócrates de Constantinopla, Teodoreto de Ciro, Sozomeno, Filostorgio, Zósimo, Procopio, Agatías de Mirina, Teofilacto Simocates, Juan Malalas y Malco de Filadelfia. El orden de los autores dentro de los volúmenes no sigue una lógica evidente, aunque los fragmentos de un autor dentro de un volumen nunca se presentan fuera de orden.
De los 53 volúmenes originales sólo se conservan cuatro, en su totalidad o en parte. El volumen completo que se conserva es Excerpta de legationibus, dividido en dos partes: Excerpta de legationibus gentium ad Romanos (De las embajadas a Roma) y Excerpta de legationibus Romanorum ad gentes (De las embajadas desde Roma). El volumen original, conservado en la biblioteca del monasterio de El Escorial, se perdió en un incendio en 1671, pero no antes de que se hicieran varias copias. También se conserva en El Escorial (marca de estantería Ω.I.11) una copia del siglo XVI de Excerpta de insidiis (Sobre emboscadas), con otra copia del siglo XVI en la Bibliothèque Nationale de France (Graecus 1666). Otros dos volúmenes originales sobreviven en parte: las Excerpta de virtutibus et vitiis (Sobre virtudes y vicios) en el Codex Peirescianus y las Excerpta de sententiis (Sobre enunciados gnómicos) como palimpsesto en la Biblioteca Vaticana (Graecus 73). Fulvio Orsini preparó la primera edición de las Excerpta, impresa en Amberes en 1582.

## Finalidad
La finalidad de las Excerpts era servir de espejo de príncipes. Como se creía que la historia contenía lecciones útiles para los gobernantes, se consideraba ventajoso organizar la historia temáticamente, de modo que, en palabras de Leonora Neville, "si un emperador estaba preocupado por una próxima embajada, podía leer todos los ejemplos de embajadas de la historia romana de una sola vez". Los compiladores de la Suda utilizaron las Excerpts con más frecuencia que las obras originales.